# Pic Gaspard
Le pic Gaspard est un sommet du massif des Écrins qui culmine à 3 883 mètres, ce qui en fait l'un des plus hauts du massif. 

## Toponymie
Il a été baptisé en l'honneur du guide de l'Oisans Pierre Gaspard, vainqueur de la Meije le 16 août 1877 en compagnie d'Emmanuel Boileau de Castelnau.

## Géographie
Au nord du massif des Écrins, le pic Gaspard prolonge vers l'est l'arête qui porte les sommets du Rateau (3 809 m), de la Meije (3 983 m) et du Pavé (3 824 m). Sa face nord porte un glacier suspendu qui domine le glacier du Lautaret.

## Premières ascensions
- 6 juillet 1878 : versant est (voie normale) par Henry Duhamel, en compagnie de Pierre Gaspard et de son fils aîné, et de Christophe Roderon.
- 1895 : face sud-ouest par Émile Piaget (AD).
- 12 septembre 1926 : arête ouest par Pierre Dalloz et A. Arnaud (AD).
- 31 août 1935 : arête sud-sud-est par Lucien Devies et Giusto Gervasutti (TD).
- 12 juillet 1948 : face nord par le guide Albert Tobey et Louis Berger (TD).

## Accès
- Refuge du Pavé (2 900 m).
- Refuge de l'Alpe (2 079 m).